# محمود أورخان
محمود أورخان (بالتركية: Mahmut Orhan)‏ هو منتج أسطوانات ودي جيه تركي، ولد في 11 يناير 1993 في بورصة في تركيا.

## وصلات خارجية
- محمود أورخان على موقع IMDb (الإنجليزية)
- محمود أورخان على موقع ميوزك برينز (الإنجليزية)
- محمود أورخان على موقع أول ميوزيك (الإنجليزية)
- محمود أورخان على موقع ديسكوغز (الإنجليزية)